# Fins voetbalelftal in 1987
Het Fins voetbalelftal speelde in totaal vijf officiële interlands in het jaar 1987, waaronder drie wedstrijden in de kwalificatiereeks voor de EK-eindronde 1988 in West-Duitsland. De nationale selectie stond voor het zesde en laatste jaar onder leiding van bondscoach Martti Kuusela, die afzwaaide na de EK-kwalificatiewedstrijd tegen Tsjecho-Slowakije (3-0). Hij werd opgevolgd door Jukka Vakkila, tot dan toe de coach van Finlands olympische selectie. Vier spelers kwamen in 1987 in alle vijf duels in actie voor hun vaderland, van de eerste tot en met de laatste minuut: Kari Laukkanen, Jari Europaeus, Erkka Petäjä en Jukka Ikäläinen.

## Balans
| Wedstrijden | Wedstrijden | Wedstrijden | Wedstrijden | Doelpunten | Doelpunten | Doelpunten | Punten |
| Gespeeld    | Winst       | Gelijk      | Verlies     | Voor       | Tegen      | Saldo      | Punten |
| ----------- | ----------- | ----------- | ----------- | ---------- | ---------- | ---------- | ------ |
| 5           | 1           | 0           | 4           | 6          | 11         | –5         | 0.200  |

## Interlands
|                                                     |                                                |       |                     |                                                                                             |
| 18 maart Vriendschappelijk № 441 «onderlinge duels» | Polen                                          | 3 – 1 | Finland             | Stadion Miejski w Rybniku, Rybnik Toeschouwers: 18.000 Scheidsrechter: Manfred Roßner (GDR) |
| 18 maart Vriendschappelijk № 441 «onderlinge duels» | Jan Urban 10' Marek Leśniak 26' Jan Furtok 65' |       | 46' Jukka Ikäläinen | Stadion Miejski w Rybniku, Rybnik Toeschouwers: 18.000 Scheidsrechter: Manfred Roßner (GDR) |

|                                                  |                                                               |       |         |                                                                                         |
| 1 april EK-kwalificatie № 442 «onderlinge duels» | Wales                                                         | 4 – 0 | Finland | Racecourse Ground, Wrexham Toeschouwers: 7.696 Scheidsrechter: Ignace van Swieten (NED) |
| 1 april EK-kwalificatie № 442 «onderlinge duels» | Ian Rush 7' Glyn Hodges 28' David Phillips 63' Andy Jones 86' |       |         | Racecourse Ground, Wrexham Toeschouwers: 7.696 Scheidsrechter: Ignace van Swieten (NED) |

|                                                   |         |               |            |                                                                                      |
| 29 april EK-kwalificatie № 443 «onderlinge duels» | Finland | 0 – 1         | Denemarken | Olympiastadion, Helsinki Toeschouwers: 29.197 Scheidsrechter: Dimitar Dimitrov (BUL) |
| 29 april EK-kwalificatie № 443 «onderlinge duels» |         | 53' Jan Mølby |            | Olympiastadion, Helsinki Toeschouwers: 29.197 Scheidsrechter: Dimitar Dimitrov (BUL) |

|                                                   |                             |       |                                          |                                                                                      |
| 28 mei Vriendschappelijk № 444 «onderlinge duels» | Finland                     | 2 – 3 | Brazilië                                 | Olympiastadion, Helsinki Toeschouwers: 37.018 Scheidsrechter: Erik Fredriksson (SWE) |
| 28 mei Vriendschappelijk № 444 «onderlinge duels» | Ari Hjelm 15' Ismo Lius 88' |       | 43' Romário 50' Valdo Cândido 57' Müller | Olympiastadion, Helsinki Toeschouwers: 37.018 Scheidsrechter: Erik Fredriksson (SWE) |

|                                                      |                                               |       |                   |                                                                                 |
| 9 september EK-kwalificatie № 445 «onderlinge duels» | Finland                                       | 3 – 0 | Tsjecho-Slowakije | Olympiastadion, Helsinki Toeschouwers: 6.430 Scheidsrechter: Neil Midgley (ENG) |
| 9 september EK-kwalificatie № 445 «onderlinge duels» | Ari Hjelm 29' Ismo Lius 71' Petri Tiainen 82' |       |                   | Olympiastadion, Helsinki Toeschouwers: 6.430 Scheidsrechter: Neil Midgley (ENG) |

## Statistieken
| Kari Laukkanen    | 1963-12-14 | Stuttgarter Kickers | 5 | 0 | 0 | 11 | 0 |
| Verdediging       |            |                     |   |   |   |    |   |
| Jari Europaeus    | 1962-12-29 | Östers IF           | 5 | 0 | 0 |    |   |
| Erkka Petäjä      | 1964-02-13 | Östers IF           | 5 | 0 | 0 |    |   |
| Aki Lahtinen      | 1958-10-31 | Kemin Pallo-Toverit | 3 | 0 | 0 |    |   |
| Esa Pekonen       | 1961-11-04 | AIK Solna           | 3 | 0 | 0 |    |   |
| Erik Holmgren     | 1964-12-17 | HJK Helsinki        | 2 | 1 | 0 |    |   |
| Hannu Turunen     | 1956-06-24 | KuPS Kuopio         | 1 | 2 | 0 | 66 | 3 |
| Ilkka Remes       | 1963-07-29 | Kuusysi Lahti       | 1 | 0 | 0 |    |   |
| Jyrki Hännikainen | 1965-03-30 | Kuusysi Lahti       | 0 | 1 | 0 | 2  | 0 |
| Middenveld        |            |                     |   |   |   |    |   |
| Jukka Ikäläinen   | 1957-05-14 | Kemin Pallo-Toverit | 5 | 0 | 1 |    |   |
| Petri Tiainen     | 1966-09-26 | Ajax Amsterdam      | 4 | 0 | 1 |    |   |
| Kari Ukkonen      | 1961-12-19 | RSC Anderlecht      | 3 | 0 | 0 |    |   |
| Pasi Tauriainen   | 1964-10-04 | RoPS Rovaniemi      | 1 | 1 | 0 |    |   |
| Pasi Rautiainen   | 1961-07-18 | SG Wattenscheid 09  | 1 | 0 | 0 |    |   |
| Markus Törnvall   | 1964-12-31 | Kuusysi Lahti       | 1 | 0 | 0 |    |   |
| Jouko Vuorela     | 1963-07-26 | FC Kontu            | 1 | 0 | 0 |    |   |
| Juha Annunen      | 1960-04-16 | Kuusysi Lahti       | 0 | 1 | 0 |    |   |
| Markku Kanerva    | 1964-05-24 | HJK Helsinki        | 0 | 1 | 0 |    |   |
| Aanval            |            |                     |   |   |   |    |   |
| Ari Hjelm         | 1962-02-24 | Ilves Tampere       | 4 | 1 | 2 |    |   |
| Jari Rantanen     | 1961-12-31 | Leicester City      | 4 | 0 | 0 | 20 | 3 |
| Ismo Lius         | 1965-11-30 | Kuusysi Lahti       | 3 | 2 | 2 |    |   |
| Mika Lipponen     | 1964-05-09 | FC Twente           | 2 | 1 | 0 |    |   |
| Ari Valvee        | 1960-12-01 | FC Haka Valkeakoski | 1 | 1 | 0 | 41 | 9 |

Finse voetbalbond · A-internationals · Bondscoaches · Statistieken · Fins vrouwenelftal · Olympisch elftal · Finland U21 · Finland U20 · Finland U19 · Finland U18 · Finland U17 · Finland U16
1911 – 1919 ·
1920 – 1929 ·
1930 – 1939 ·
1940 – 1949 ·
1950 – 1959 ·
1960 – 1969 ·
1970 – 1979 ·
1980 – 1989 ·
1990 – 1999 ·
2000 – 2009 ·
2010 – 2019 ·
2020 − 2029
EK 2020
OS 1912 ·
OS 1936 ·
OS 1952 ·
OS 1980
1911 · 
1912 · 
1913 · 
1914 · 
1915 · 1916 · 1917 · 1918 · 
1919 · 
1920 · 
1921 · 
1922 · 
1923 · 
1924 · 
1925 · 
1926 · 
1927 · 
1928 · 
1929 · 
1930 · 
1931 · 
1932 · 
1933 · 
1934 · 
1935 · 
1936 · 
1937 · 
1938 · 
1939 · 
1940 · 
1941 · 
1942 · 
1943 · 
1944 · 
1945 · 
1946 · 
1947 · 
1948 · 
1949 · 
1950 · 
1952 · 
1952 · 
1953 · 
1954 · 
1955 · 
1956 · 
1957 · 
1958 · 
1959 · 
1960 · 
1961 · 
1962 · 
1963 · 
1964 · 
1965 · 
1966 · 
1967 · 
1968 · 
1969 · 
1970 · 
1971 · 
1972 · 
1973 · 
1974 · 
1975 · 
1976 · 
1977 · 
1978 · 
1979 · 
1980 · 
1981 · 
1982 · 
1983 · 
1984 · 
1985 · 
1986 · 
1987 · 
1988 · 
1989 · 
1990 · 
1991 · 
1992 · 
1993 · 
1994 · 
1995 · 
1996 · 
1997 · 
1998 · 
1999 · 
2000 · 
2001 · 
2002 · 
2003 · 
2004 · 
2005 · 
2006 · 
2007 · 
2008 · 
2009 · 
2010 · 
2011 · 
2012 · 
2013 · 
2014 · 
2015 · 
2016 · 
2017 · 
2018 ·
2019 ·
2020
Albanië ·
Algerije ·
Andorra ·
Armenië ·
Azerbeidzjan ·
Bahrein ·
Barbados ·
België ·
Bermuda ·
Bolivia ·
Bosnië en Herzegovina ·
Brazilië ·
Bulgarije ·
Canada ·
Chili ·
China ·
Colombia ·
Costa Rica ·
Cyprus ·
Denemarken ·
DDR ·
(West-)Duitsland ·
Ecuador ·
Egypte ·
Engeland ·
Estland ·
Faeröer ·
Frankrijk ·
Georgië ·
Griekenland ·
Honduras ·
Hongarije ·
Ierland ·
IJsland ·
India ·
Irak ·
Israël ·
Italië ·
Japan ·
Jemen ·
Joegoslavië ·
Jordanië ·
Kameroen ·
Kazachstan ·
Koeweit ·
Kosovo ·
Kroatië ·
Letland ·
Liechtenstein ·
Litouwen ·
Luxemburg ·
Maleisië ·
Malta ·
Marokko ·
Mexico ·
Moldavië ·
Montenegro ·
Nederland ·
Noord-Ierland ·
Noord-Korea ·
Noord-Macedonië ·
Noorwegen ·
Oekraïne · 
Oman ·
Oostenrijk ·
Peru ·
Polen ·
Portugal ·
Qatar ·
Roemenië ·
Rusland ·
San Marino ·
Saoedi-Arabië ·
Schotland ·
Servië ·
Servië en Montenegro ·
Singapore ·
Slovenië ·
Slowakije ·
Sovjet-Unie ·
Spanje ·
Thailand ·
Trinidad en Tobago ·
Tsjechië ·
Tsjecho-Slowakije ·
Tunesië ·
Turkije ·
Uruguay ·
Verenigde Arabische Emiraten ·
Verenigde Staten ·
Wales ·
Wit-Rusland ·
Zuid-Korea ·
Zweden ·
Zwitserland
België (2021) · 
Denemarken (2021) · 
Rusland (2021)